# Domenico Buccini

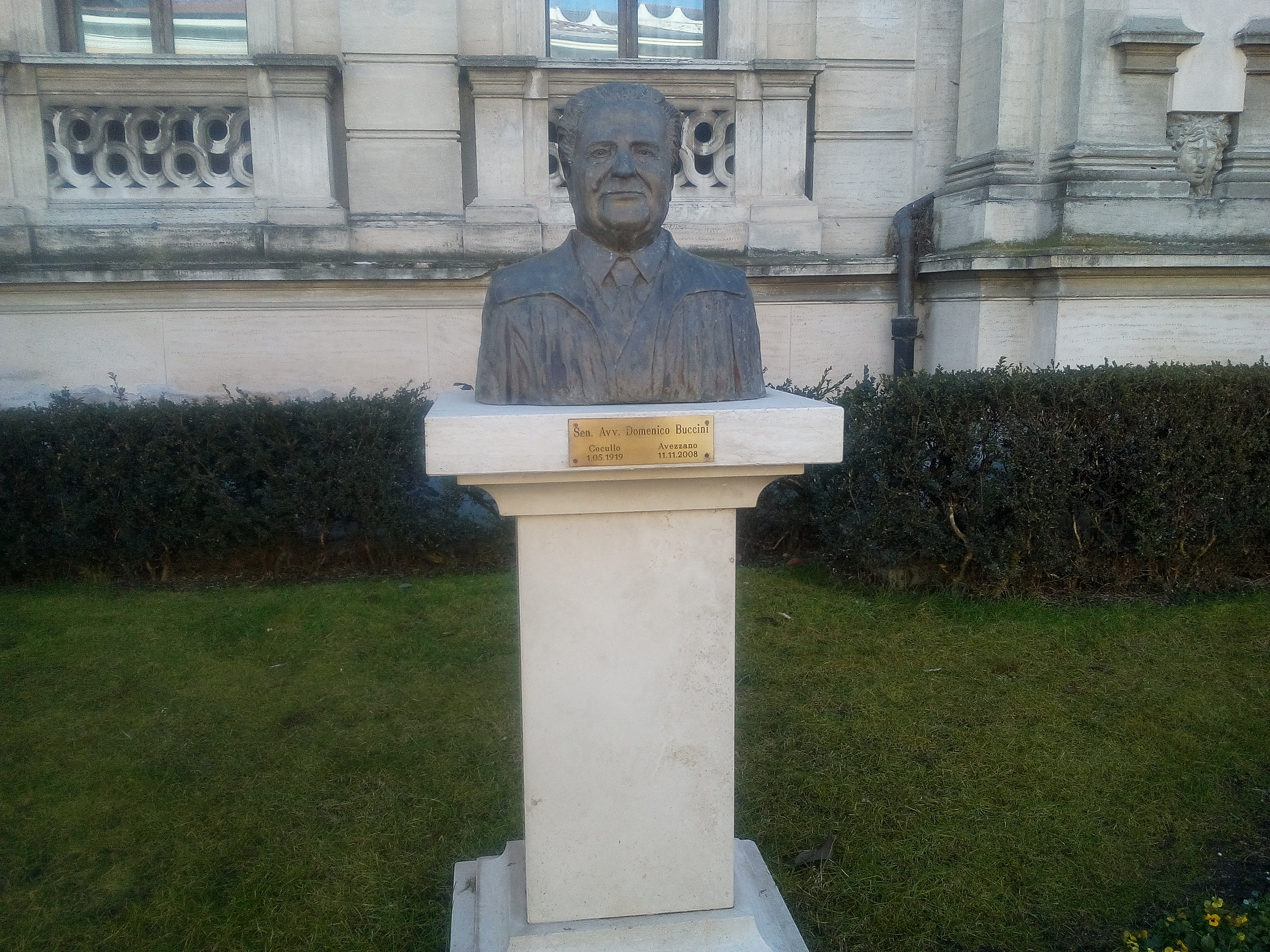
Busto bronzeo in memoria di Domenico Buccini ad Avezzano

Domenico Buccini (Cocullo, 1º maggio 1919 – Avezzano, 11 novembre 2008) è stato un politico italiano.

## Biografia
Consigliere comunale di Avezzano, avvocato, è stato senatore della Repubblica dal 1972 al 1976 con il Partito Socialista Italiano nella VI legislatura. A lui nel 2015 è stato dedicato un busto bronzeo commemorativo, realizzato dallo scultore Luigi Di Fabrizio e collocato davanti al palazzo di giustizia di Avezzano.